# Miles Fisher
Miles Fisher (nascido: James Leslie Miles Fisher; Dallas, Texas, 23 de junho de 1983) é um ator de cinema e televisão e músico estadunidense. Ele foi criado em Dallas, no Texas, até que sua família se mudou para Washington, D.C., onde foi educado na St. Albans School. Ele também frequentou a Universidade Harvard.

## Filmografia

### Filmes
| Ano  | Filme                      | Papel           | Diretor           |
| ---- | -------------------------- | --------------- | ----------------- |
| 2000 | Lone Star Struck           | Val             | Rod Davis         |
| 2003 | Gods and Generals          | John Beale      | Ronald F. Maxwell |
| 2008 | Superhero Movie            | Tom Cruise      | Craig Mazin       |
| 2009 | Head in the Sand           | SPC Henry Burch | David Baldwin     |
| 2010 | My First Claire            | Brad            | Lou Howe          |
| 2011 | Final Destination 5        | Peter Friedkin  | Steven Quale      |
| 2011 | J. Edgar                   | Agent Garrison  | Clint Eastwood    |
| 2011 | Have a Little Faith (film) | Ricky           | Jon Avnet         |
| 2012 | The Babymakers             | Groom           | Jay Chandrasekhar |
| 2014 | Believe Me (filme)         | Pierce          | Will Bakke        |
| 2016 | Me Him Her                 | Scotty          | Max Landis        |
| 2016 | Wolves At The Door         | Jay             | John R. Leonetti  |
| 2016 | The Counselor (Short Film) | Ted             | Guy Bauer         |
| 2017 | The Truth About Lies       | Kevin           | Phil Allocco      |

### Televisão
| Ano  | Título                      | Personagem                  |
| ---- | --------------------------- | --------------------------- |
| 1997 | True Women                  | Travis McClure jovem        |
| 2008 | The Cleaner                 | Kenneth Herman              |
| 2009 | Gossip Girl                 | Klemmer                     |
| 2009 | Mad Men                     | Jeffrey Graves              |
| 2011 | Psych                       | The Mantis                  |
| 2011 | Death Valley                | Travis Flynn                |
| 2013 | ""Bad Sports                | Chad Whipple                |
| 2014 | Review with Forrest MacNeil | Thad Valentine              |
| 2015 | Man Seeking Woman           | Graham                      |
| 2016 | 2 Broke Girls               | Adam                        |
| 2016 | Playdates                   | Super Dad Dave              |
| 2016 | Rush Hour                   | Thomas Shea                 |
| 2017 | Destiny 2                   | Titan (Live Action Trailer) |

## Discografia

### Álbuns
- Video Music[1][2] (2013)

### EPs
- Miles Fisher[1][2] (2009)

### Singles
- "This Must Be the Place (Naive Melody)"[1][2][3][4][5] (2009) (cover of the Talking Heads song)
- "New Romance"[3][4][5] (2011)
- "Don't Let Go"[1] (2011)
- "Finish What We Started" (2013) [6](written by Miles Fisher, Robert Schwartzman, Joe Jonas, John Lloyd Taylor)
- "Finish What We Started (Andrew Maury Remix)" (feat. Joe Jonas) (2013)[6](written by Miles Fisher, Robert Schwartzman, Joe Jonas and John Lloyd Taylor)

### Videoclipes
| Ano  | Música                   | Diretor        | Álbum        |
| ---- | ------------------------ | -------------- | ------------ |
| 2009 | "This Must Be the Place" | Dave Green     | Miles Fisher |
| 2011 | "New Romance"            | Dave Green     | Miles Fisher |
| 2012 | "Don't Let Go"           | Michael Ashton | Miles Fisher |

## Prêmios e Nomeações
| Ano  | Prêmio                            | Trabalho                     | Categoria            | Resultado |
| ---- | --------------------------------- | ---------------------------- | -------------------- | --------- |
| 2001 | International Teen Movie Festival | Head Shot                    | Best Actor           | Won       |
| 2006 | LeBaron Russell Briggs prize      | Screenplay about Vietnam War | Undergraduate thesis | Won       |